# Michail Mitrofanowitsch Malzew

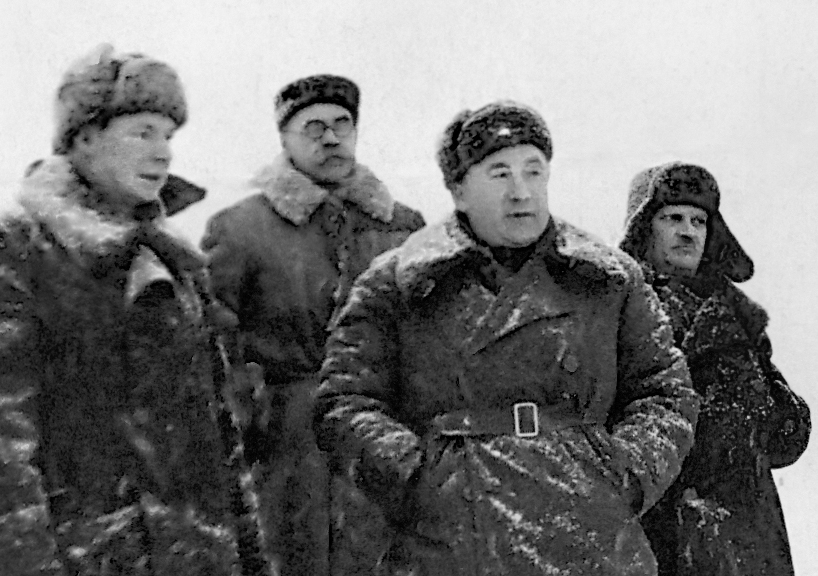
Michail Mitrofanowitsch Malzew (2. v. r.)

Michail Mitrofanowitsch Malzew (russisch Михаил Митрофанович Мальцев; * 10. Novemberjul. / 23. November 1904greg. an der Bahnstation Nikitowka, Horliwka; † 25. April 1982 in Moskau) war Generalmajor der Roten Armee und erster Generaldirektor der Wismut AG.

## Leben und Wirken
Michail Mitrofanowitsch Malzew wurde am 23. November 1904 in Nikitowka, einer kleinen Eisenbahnstation an der Kreuzung zweier Bahnlinien, als Sohn eines Eisenbahners geboren.
Nach dem Abschluss der Vierklassenschule arbeitete er in einem örtlichen Quecksilberbergwerk und begann später eine Lehre bei der Eisenbahn. Beim Ausbruch des Bürgerkrieges brach er im Februar 1918 im Alter von 13 Jahren seine Lehre ab und schloss sich den Partisanen von Bachmut an. Diese Verbände wurden im März 1919 in die regulären Einheiten der Roten Armee aufgenommen. Malzew nahm an Kämpfen gegen Denikin und Wrangel teil und wurde zum zweiten Kommandanten einer Kavallerieaufklärung des 81. Infanterieregimentes der 9. Division der südlichen Front befördert. Für seine militärischen Verdienste wurde er vom Revolutionären Kriegsrat der Republik ausgezeichnet.
Als Angehöriger der 11. Armee nahm er im Februar 1921 an der Eroberung und „Sowjetisierung“ Georgiens durch die Rote Armee teil.
Nach seinem Abschied aus der Roten Armee im Jahr 1922 nahm Malzew eine Arbeit als Elektriker im Eisenbahndepot von Tscherkassy an. Im Jahr 1924 absolvierte er zusätzlich ein Studium als Reserveoffizier der Kavallerie in Tbilissi.
Von 1925 bis 1929 war Malzew Sekretär des Regionalkomitees des Komsomol von Tscherkassy. Im Juli 1925 trat er in die Kommunistische Partei ein.
1930 absolvierte er in Kiew die Parteischule und begann im gleichen Jahr ein Studium an der Energetischen Hochschule in Dnepropetrowsk, welches er am Industrieinstitut Nowotscherkassk weiterführte und 1935 als Elektroingenieur beendete. Anschließend arbeitete Malzew am Bau des Dnepr-Wasserkraftwerkes mit. Im selben Jahr begann auch seine Arbeit in der „Hauptverwaltung der Lager für Wasserbau“ des NKWD der UdSSR. Hier arbeitete er am Projekt Wolgostroi (Волгострой). Dieses Projekt umfasste den Bau von zwei Wasserkraftwerken in Rybinsk und Uglitsch. Am 21. März 1940 wurde er zum Chefmechaniker des Projektes ernannt und stieg am 26. September 1940 zum Assistenten des Chefingenieurs auf.
Am 26. April 1941 wurde er zum Bauleiter des Kaluga-Wasserkraftwerkes an der oberen Oka berufen. Die Arbeiten dort wurden jedoch wahrscheinlich wegen des deutschen Angriffes auf die Sowjetunion am 1. Juli 1941 abgebrochen. Der geplante Aufbau eines entsprechenden Arbeitslagers für die Bereitstellung der entsprechenden Arbeitskräfte wurde nicht mehr realisiert.
Ab dem 31. Juli 1941 leitete Malzew als Angehöriger des Glawgidrostroi (Главгидрострой), dem Generaldirektorat für Wasserbau des NKWD, den Bau von Verteidigungsanlagen im Raum Brjansk und ab dem 14. September 1941 auch in der Stadt Brjansk. Am 23. August 1941 übernahm er auch die Leitung der Hauptabteilung Bau auf dem Gebiet der Konstruktion von Verteidigungsanlagen (GUOBR – ГУОБР Главное Управление Оборонительных Работ) des NKWD.
Am 20. September 1941 wurde Malzew zur Roten Armee eingezogen und übernahm dort die Leitung der Baustellen des GUOBR des NKWD an der Brjansker Front.
Am 15. Oktober wurde er aufgrund seiner Verdienste zum Major befördert. Nach dem Verlust von Brjansk am 6. Oktober 1941 und der Auflösung der Brjansker Front am 10. November 1941 wurde Malzew vom 13. November 1941 bis März 1942 zum Kommandeur der 10. Pionierarmee, die Verteidigungsanlagen im Krai Ordschonikidse und der Tschetscheno-Inguschischen ASSR errichtete.
Ab März 1942 wurde er Leiter der 5. Abteilung des NKO (НКО – Народный Комиссариат Обороны), dem Volkskommissariat für Verteidigung der UdSSR und war zuständig für den Bau von Verteidigungsanlagen im Raum Rostow am Don. Am 24. April 1942 übernahm er das Kommando über die 24. Bauarmee und errichtete Verteidigungsanlagen im Raum Stalingrad.
Trotz des Sieges der Roten Armee in der Schlacht um Stalingrad wurde Malzew am 17. März 1943 aus bisher nicht bekannten Gründen (Strafversetzung?) nach Workuta abkommandiert. Dort übernahm er die Leitung des Workuta-Petschora-ITL, welches unter dem Projektnamen „WORKUTSTROJ“ (ВОРКУТСТРОЙ Воркутинского Строительства – Workuta Bauleitung) geführt wurde. Dieses ITL unterstand seit dem 24. Oktober 1941 der Hauptverwaltung der Lager für Eisenbahnbau und ab dem 5. Oktober 1943 der Hauptverwaltung der Lager der Bergbau- und metallurgischen Industrie (GULGMP – ГУЛГМП, Главное Управление Лагерей Горно-Металлургической Промышленности).
In Workuta wurde Malzew am 23. März zum Oberst befördert. Die Aufgabe des Lagers bestand in der Förderung von Steinkohle, den Aufbau der Stadt Workuta und der entsprechenden Infrastruktur. In der Ausübung seiner Tätigkeit unterschied sich Malzew aber offensichtlich von anderen Lagerkommandanten. So verhinderte Malzew zusammen mit seiner Frau, der Oberstaatsanwältin von Workuta, während seiner Amtszeit Lagerprozesse und handelte damit gegen den Politchef Oberst Kuchtikow. Nach einem Gespräch mit dem im Lager inhaftierten Boris Abramowitsch Mordwinow, ehemaliger Chefdirigent des Moskauer Bolschoi-Theaters, ließ sich Malzew von der Idee zum Bau eines Opernhauses in Workuta überzeugen. Am 8. August 1943 erteilte er mit dem Befehl Nr. 883 den entsprechenden Auftrag zum Bau der Oper, die am 1. Oktober 1943 mit der Operette „Silva“ von Emmerich Kálmán eingeweiht wurde.
Am 26. November 1943 erhielt Workuta das Stadtrecht. Zu dieser Zeit lebten 13.000 Zivilpersonen und 27.000 Gefangene in der Stadt.
Der Kohlebergbau um Workuta spielte für die Versorgung von Leningrad eine existentielle Rolle. Zwischen 1941 und 1945 wurden 9 Mio. Tonnen Steinkohle gefördert.
Im Auftrag des NKWD wandelte Michail Malzew am 9. März 1944 den Projektnamen „WORKUTSTROJ“ in „WORKUTUGOL“ (ВОРКУТУГОЛ Воркутинский Угольный Комбинат – Workuta-Kohle-Kombinat) um.
Am 9. Juli 1945 wurde Malzew zum Generalmajor befördert und im Jahr 1946 wurde er in den Obersten Sowjet der ASSR der Komi gewählt.
Ebenfalls 1946 wurde Malzew Mitglied im Obersten Sowjet der UdSSR. Im September des gleichen Jahres übernahm er in der Sowjetischen Besatzungszone (SBZ) die Leitung der Sächsischen Bergbauverwaltung, dem Vorläufer der späteren Generaldirektion der Wismut AG.
Seine Aufgabe bestand in der Organisation eines beginnenden Uranbergbaues unter den Nachkriegsbedingungen mit einer zerstörten und demontierten materiell-technischen Basis. Beginnend mit einer Handvoll Bergleute im Jahr 1946, erreichte der Personalbestand 1948 schon über 100.000 Beschäftigte. Im gleichen Zeitraum stieg die Uranproduktion von 18 Tonnen auf 321 Tonnen an.
Die Leitung des Unternehmens erfolgte militärisch mit Befehlen und Anordnungen. Zur Unterbringung der sowjetischen Offiziere sowie der Bergarbeiter waren in der ersten Zeit Zwangseinweisungen und Enteignungen von Wohnraum an der Tagesordnung. Gleichzeitig wurde mit dem Bau von Massenunterkünften begonnen. Wie in der gesamten SBZ wurden auch der Wismut durch die Arbeitsämter zwangsverpflichtete Arbeitskräfte auf der Grundlage des Alliierten Kontrollratsgesetzes Nr. 3 vom 17. Januar 1946 zugewiesen. Da die Arbeitsämter die Vorgaben nicht erfüllen konnten, wurden auch Kranke und Untaugliche zur Wismut geschickt. In den meisten Fällen wurden diese aber von der Wismut zurückgewiesen. Auch die Gefängnisse wurden nach tauglichen Männern durchforstet. Malzew verbot aber den Einsatz dieser Arbeitskräfte bei der Wismut.
Zur Versorgung der Bergleute wurde auf Befehl Malzews im Jahr 1946 die OPWS (ОПВС Отдел Продовольствие Выработка Снабжение) Abteilung für Lebensmittel- und Manufakturwaren-Versorgung gegründet. Sie unterstand der UPWS (УПВС Управление Продовольствие Выработка Снабжение) Direktion für Lebensmittel- und Manufakturwaren-Versorgung.
Um die Normerfüllung zu erzwingen, arbeitete Malzew aber auch mit Strafen wie dem Entzug des warmen Essens (Befehl Nr. 14 vom 27. Januar 1947). Ziel war die Gewinnung von Uranerz um jeden Preis.
Mit dem Beschluss des Ministerrates der UdSSR vom 10. Mai 1947 wurde Malzew zum Generaldirektor der am 6. Juni in Moskau eingetragenen Wismut AG ernannt.
Die Hauptaktionäre der Wismut AG waren mit 70 Prozent der Aktien die GUSIMS (ГУСИМЗ Главного Управления Советского Имущества за Границей) Generaldirektion des sowjetischen Vermögens im Ausland, die dem Ministerium für Außenhandel der UdSSR unterstand sowie die Staatliche Aktiengesellschaft für Buntmetalle (Государственного Акционерного Общества Цветной Металлургии) die dem Ministerium für Buntmetallurgie unterstand, mit 30 Prozent der Aktien.
In der am 4. Juni 1947 stattgefundenen Generalversammlung der Aktionäre wurde der Beschluss zur Gründung einer Zweiggesellschaft in Deutschland gefasst. Diese wurde am 2. Juli 1947 in Aue in das Handelsregister eingetragen. Ihr Sitz befand sich in Aue, Niederschlemaer Weg 49. Auch dieser deutschen Zweiggesellschaft stand Malzew vor.
Mit dem Befehl Nr. 115 vom 3. Juni 1947 ordnete Malzew an dass, unabhängig von der Normerfüllung, jedem Angehörigen der Wismut ein warmes Essen am Tag zusteht und bei entsprechender Normübererfüllung besondere Zuteilungen von Essen (sogenannte Stalinpakete) und Zigaretten erfolgen sollten.
In den Malzew-Befehlen Nr. 239 vom 20. Oktober 1947 und Nr. 250 vom 1. November 1947 wurden weitere Vergünstigungen in der Lebensmittelversorgung sowie der Zuteilung von steuerfreien Trinkbranntwein (Arbeiter unter Tage zwei Liter, Arbeiter über Tage ein Liter im Monat) geregelt. Die Beschäftigten sollten mit diesen Anreizen zu höheren Leistungen gebracht werden.
Im Befehl Nr. 239 wurde auch geregelt, dass alle neu eingestellten Arbeitskräfte eine Einweisung erhalten müssen. Zusätzlich sollte ab dem 1. Dezember 1947 ein zwei- bis dreimonatige Lehrlingsausbildung eingeführt werden. Analog dazu wurde die Frauenarbeit unter Tage verboten.
Die bis dahin in der SBZ gültige Arbeitspflicht an Sonntagen wurde 1947 von Malzew im Geltungsbereich der Wismut verboten. Ebenso verbot er im Herbst 1947 die eigenmächtigen Maßnahmen zur Arbeitskräftebeschaffung der Wismut-Personalabteilung. Die benötigten Arbeitskräfte wurden weiter über die zuständigen Arbeitsämter angefordert oder über geschulte Werber gewonnen.
Im Verlauf der nächsten Jahre kommt es unter Malzew zur Festigung der Strukturen innerhalb der Wismut. Die Erkundung und der Abbau von Uran weiten sich auf gesamt Sachsen und Thüringen aus. Wie in der UdSSR üblich, kommt es auch in der Wismut AG permanent zu Umbenennungen von Objekten, deren Zusammenlegung und auch wieder zu deren Trennung. Die organisatorische Struktur der Wismut ist somit in einem steten Wandel. Aus dem anfänglichen Konglomerat von Erkundung und Abbau von Uran, dem Transportwesen, dem Bauwesen, dem Sozialwesen und dem Handel und Versorgung, kristallisieren sich nach und nach eigenständige Wismut-Organisationen heraus (z. B. der Wismut-Konsum, der am 1. Oktober 1950 die Rolle der OPWS übernimmt).
Im Jahr 1949 verlegte die Wismut AG ihren Sitz und damit auch das Büro von Malzew von Aue nach Chemnitz-Siegmar, in die Jagdschänkenstraße 29.
Am 25. März 1949 erließ Malzew den Befehl, Arbeitsbummelanten im Wiederholungsfall zu entlassen. Der Zustrom von immer mehr Freiwilligen, bedingt durch die bessere Entlohnung und Verpflegung bei der Wismut im Vergleich zu sonstigen Betrieben in der SBZ führte dazu, dass man Personal auswählen, aber auch aussortieren konnte.
Auf Beschluss des Ministerrates der UdSSR vom 31. März 1951, wurde das Innenministerium mit dem Bau eines Flugabwehrsystems um Moskau beauftragt. Mit dem Befehl 726 vom 12. Juni 1951, wurde Malzew zum Leiter der entsprechenden Bauabteilung 565 ernannt und schied daraufhin aus der Wismut aus.
Bis zum Ausscheiden Malzews aus der Wismut wurde die Uranproduktion auf 1300 Tonnen im Jahr 1950 gesteigert. Damit lieferte die Wismut 61 Prozent des im Ostblock (einschließlich UdSSR) geförderten Urans.
Am 5. Juli 1951 wurde Malzew mit dem Befehl Nr. 850 zum stellvertretenden Leiter der Generaldirektion für Industriebau Glawpromstroja (Главпромстроя-Главное Управление Промышленности Строительства), dem Nachfolger der Bauabteilung 565 ernannt.
Am 14. Juli 1951 wurden dazu bei Moskau ein, vermutlich aber mehrere, ITL mit insgesamt 20.000 Gefangenen eingerichtet. Mit einbezogen in die Arbeiten wurde die Generaldirektion für Autobahnbau GUSCHOSDOR (ГУШОСДОР-Главное Управление Шоссейных Дорог). Aufgebaut wurde die Infrastruktur zur Stationierung des Fla-Raketensystems vom Typ S-25 Berkut.
Zur Durchführung der anstehenden Arbeiten wurden Malzew weitere 50.000 Gefangene sowie 40.000 Soldaten und Offiziere zur Verfügung gestellt.
Nach dem Tod von Josef Stalin am 5. März 1953 und der Verhaftung von Beria am 26. Juni 1953 wurde die gesamte Struktur der Glawpromstroja neu organisiert.
Am 9. Juli 1953 übernahm Malzew die Abteilung Spetsstroitelstwa (Спецстроительства-специального строительства) Spezialbau für militärische Bauteile im Ministerium für mittleren Maschinenbau.
Am 21. Mai 1954 übernahm er dann die Leitung des Generaldirektorats Glawspetsstroj (Главспецстрой  Главное управление специального строительства) Spezialbau für militärische Bauteile, die gleichzeitig dem Innenministerium unterstellt wurde.
Hier wurde die Struktur geschaffen, die später als „militärisch-industrieller Komplex“ bezeichnet wurde.
Der Aufbau der Raketenstellungen verlief scheinbar nicht schnell genug und die Kosten waren zu hoch. Darauf wurde Malzew offensichtlich schon 1953 hingewiesen.
Im März 1955 wurde Malzew dann seines Amtes enthoben, aber gleichzeitig zum stellvertretenden Leiter der 9. Direktion im Verteidigungsministerium ernannt. Ab 1960 war er verantwortlich für ZUMR und WES, dem zentralen Büro für Wirtschaft und Außenhandel in Moskau (ЦУМР И ВЭС МО Центральное Управление Материальными Ресурсами и Внешними Экономическими Связями) des Verteidigungsministeriums.
Ab 1964 arbeitete Malzew als Leiter der Inspektion des Ministers für Energie und Elektrifizierung.
Im Juni 1971 nahm er auf Einladung mit anderen Veteranen der Gruppe der Sowjetischen Streitkräfte in Deutschland (GSSD) am VIII. Parteitag der SED in Berlin teil.
Von 1977 bis zu seinem Tod am 25. April 1982 arbeitete er am Institut Hydroprojekt.
Im Jahr 2008 wurde Michail Mitrofanowitsch Malzew zum Ehrenbürger der Stadt Workuta ernannt.
Nach dem Tod Malzews stifteten seine Kinder seine Auszeichnungen dem Museum in Wolgograd (Stalingrad), wo sie in einer separaten Vitrine ausgestellt sind.

## Familie
- Ehefrau: Ida Naumowna Malzewa
- Tochter: Maja Michailowna Malzewa, geboren 1935?
- Töchter: Zwillinge, geboren in Workuta

## Orden und Auszeichnungen
Orden
1. Leninorden 16. Mai 1945 / 29. Oktober  1949; Der Leninorden wurde viermal verliehen.
2. Orden des Roten Banners der Arbeit 14. Juli 1944
3. Orden des Roten Sterns; wurde zweimal verliehen
4. Revolutionäre Ehrenwaffe 1920
5. Rotbannerorden 30. Januar 1951

Ehrentitel
1. Held der sozialistischen Arbeit
2. Held der Sowjetunion

Medaillen
1. Medaille „Hammer und Sichel“ 29. Oktober 1949
2. Medaille „Für die Verteidigung Moskaus“
3. Medaille „Für militärische Verdienste“
4. Medaille „Für die Verteidigung Stalingrads“
5. Medaille „Für die Verteidigung des Kaukasus“
6. Medaille „Sieg über Deutschland“